# Josep Rull
Josep Rull i Andreu, né le 2 septembre 1968 à Terrassa (province de Barcelone), est un homme politique espagnol membre d'Ensemble pour la Catalogne (Junts) et comptant parmi les dirigeants du mouvement indépendantiste catalan. Il est président du Parlement de Catalogne depuis le 10 janvier 2024.
Il est secrétaire général des Jeunesse nationaliste de Catalogne (JNC) entre 1994 et 1998, et entre au Parlement de Catalogne en 1997. Entre 2003 et 2011, il se présente trois fois sans succès à la mairie de Terrassa, où il dirige l'opposition aux municipalités socialistes successives. Au Parlement, ses critiques virulentes de l'action du conseiller à la Politique territoriale Joaquim Nadal lui permettent d'accéder à la notoriété.
Indépendantiste depuis ses débuts en politique, il défend au sein de Convergència une posture moins identitaire, plus programmatique et plus sociale. Il progresse peu à peu dans l'appareil du parti, devenant porte-parole adjoint du groupe parlementaire Convergence et Union en 2007, puis troisième secrétaire du bureau du Parlement en 2010. En 2012, il est nommé secrétaire à l'Organisation de Convergència, puis coordonnateur général et « numéro deux » du parti deux ans plus tard, à la suite de la démission du secrétaire général Oriol Pujol.
Il entre au gouvernement de la Généralité en qualité de conseiller au Territoire et à la Durabilité en 2016. Il est relevé de ses fonctions avec l'ensemble de l'exécutif lors de la suspension de l'autonomie consécutive au référendum interdit sur l'indépendance. Il est élu en 2019 au Congrès des députés, puis condamné à dix ans de prison pour sédition. Il bénéficie d'une grâce du gouvernement de Pedro Sánchez deux ans plus tard.
En 2024, il devient président du Parlement catalan à la suite des élections régionales anticipées.

## Formation et carrière professionnelle
Josep Rull i Andreu naît le 2 septembre 1968 à Terrassa, dans la province de Barcelone.
Il s'inscrit à l'université autonome de Barcelone (UAB) où il étudie le droit. À la suite de son cursus, il devient avocat et s'inscrit au barreau (Il·lustre Col·legi d'Advocats) de Terrassa.
Il travaille au sein des services juridiques de l'Association des communes de Catalogne (ACM) entre 1993 et 1995, puis comme responsable des Relations institutionnelles du syndicat des déchets de Catalogne (Junta de Residus).

## Jeunesse militante
Josep Rull s'engage très jeune en politique. Il adhère à la Jeunesse nationaliste de Catalogne (JNC) — organisation de jeunesse de Convergence démocratique de Catalogne (CDC/Convergència) — en 1986, à 17 ans, et au parti en 1989. À cette époque, il est déjà partisan de l'indépendance de la Catalogne, alors que cette idée est très minoritaire. Il siège au comité exécutif de la Jeunesse nationaliste pendant plusieurs années. Il est ainsi chargé des questions d'enseignement entre 1989 et 1992 puis de la politique municipale jusqu'en 1994.
Lors du VIIIe congrès de l'organisation, qui se tient en décembre 1994 à La Platja d'Aro, il est élu secrétaire général de la JNC avec 95 % des voix et succède ainsi à Carles Campuzano. La nouvelle équipe de direction qu'il conduit entend alors ouvrir le débat sur l'indépendance de la Catalogne au sein de Convergència. Il est réélu secrétaire général en octobre 1996 lors du IXe congrès, réuni à Sabadell. À cette occasion, la présidence de la JNC est supprimé, ce qui renforce la place du secrétariat général. Le congrès décide également de défendre l'accession de la Catalogne à la souveraineté mais renonce à l'idée d'en discuter au sein de CDC. Il est remplacé en novembre 1998 par Jordi Xuclà, lors du Xe congrès à Vila-seca.
Il participe en avril 1991 à la fondation du syndicat étudiant Estudiants Nacionalistes (EN), créé par la JNC après sa décision de quitter la Fédération nationale des étudiants de Catalogne (FNEC). En avril 1992, Josep Rull est désigné coordonnateur général d'EN lors de son Ier congrès. Le syndicat disparaîtra quelques années plus tard.

## Jeune député de la majorité
Pour les élections régionales anticipées du 19 novembre 1995, Josep Rull est investi en 38e position sur la liste de Convergence et Union (CiU) dans la circonscription de Barcelone. Le recul de CiU lors de ce scrutin empêche son élection, mais il accède finalement au Parlement en septembre 1997 à la suite de la démission de Macià Alavedra (ca). Il est réélu aux élections de 1999.
En novembre 1998, à la suite du congrès de la JNC qui consacre l'élection de Jordi Xuclà comme secrétaire général, il est cité par le journal La Vanguardia parmi les « talibans », un groupe de trentenaires au nationalisme plus radical que les anciens de CDC — à qui ils doivent ce surnom — et qui pourrait préférer Artur Mas comme successeur de Jordi Pujol. Tous deviendront effectivement par la suite des proches d'Artur Mas à la direction de Convergència ou au gouvernement de Catalogne. Il soutient publiquement, en juin 2000, la candidature d'Artur Mas pour le secrétariat général de CDC dans l'optique du congrès prévu cinq mois plus tard.
Lors du congrès extraordinaire de CDC d'octobre 2001 qui ratifie à la quasi-unanimité la participation à Convergence et Union, il co-signe un appel au chef de file de la Gauche républicaine de Catalogne (ERC) Josep-Lluís Carod-Rovira, publié dans Avui, pour un pacte bipartisan garantissant la stabilité de CiU au Parlement.

## Candidat à la mairie de Terrassa
Aux élections municipales du 25 mai 2003, Josep Rull se présente comme tête de liste de Convergence et Union dans sa ville natale de Terrassa, fief du Parti des socialistes de Catalogne (PSC) dans la comarque du Vallès Occidental depuis 1979. Il remporte 5 sièges sur 27 au conseil municipal, contre 13 à la liste du PSC conduite par le maire sortant Pere Navarro.
Il postule de nouveau en tête de liste à l'occasion des élections municipales du 27 mai 2007, avec une équipe marquée par un faible taux de renouvellement, les cinq premiers sièges revenant aux cinq élus sortants. Remportant 6 élus, il présente sa candidature au fauteuil de maire le 15 juin suivant, lors de l'installation du conseil municipal, et recueille 6 voix, contre 18 à Pere Navarro qui a constitué une coalition avec la Gauche républicaine et Initiative pour la Catalogne Verts (ICV).
Il se présente une troisième fois comme chef de file des catalanistes lors des élections municipales du 22 mai 2011, et enregistre à cette occasion une importante progression avec 9 élus sur 27 et 24,4 % des suffrages exprimés, soit une progression de presque cinq points de pourcentage, sans pour autant empêcher le PSC de l'emporter avec 11 conseillers municipaux. Lorsque Jordi Ballart remplace Pere Navarro, devenu premier secrétaire du Parti socialiste, le 11 décembre 2012, il critique cette manœuvre.
Le 9 septembre 2014, quelques semaines après avoir été promu coordonnateur général et « numéro deux » de Convergència, il annonce publiquement renoncer à une nouvelle candidature aux élections municipales  et démissionne du conseil municipal afin de se consacrer sur ses fonctions partisanes et le processus indépendantiste.

## Ascension politique
Josep Rull est investi en 17e position sur la liste de Convergence et Union dans la circonscription de Barcelone pour les élections régionales du 16 novembre 2003. Profondément renouvelée par le nouveau chef de file de CiU Artur Mas, la liste repose sur un équilibre précis entre les modérés, les partisans de Miquel Roca et les souverainistes dont Rull fait partie. Dans la perspective des élections anticipées du 1er novembre 2006, il remonte à la 16e place. Sous ce nouveau mandat, en tant que porte-parole de son groupe sur le dossier des infrastructures, il se fait remarquer par ses interventions véhémentes et ses interpellations sévères du conseiller à la Politique territoriale Joaquim Nadal.
Au sein de Convergència, il appartient au courant « rénovateur », un secteur critique de la direction qui appelle à faire primer le discours programmatique sur le discours identitaire. En octobre 2007, Artur Mas le nomme à l'un des trois postes de porte-parole adjoint du groupe parlementaire sous l'autorité du nouveau porte-parole Oriol Pujol. Si le poste ne dispose pas de pouvoirs spécifiques, cette promotion est destinée à satisfaire les « rénovateurs » qui avaient défendu la nomination de Josep Rull comme porte-parole, lui-même ne s'étant pas porté candidat et restant au second plan de ce conflit. Aux élections législatives du 9 mars 2008, il est placé par Artur Mas en 8e position sur la liste de la circonscription de Barcelone dans l'objectif d'améliorer les résultats de CiU.
Il intègre en juillet 2008 la commission exécutive de CDC après qu'Artur Mas a décidé d'y faire rentrer plusieurs représentants du secteur « rénovateur ». Cependant, le pouvoir réel reste aux mains du noyau dur qui entoure le secrétaire général du parti. Lors de son élection par les délégués, il remporte le troisième meilleur résultat après Artur Mas et Jordi Pujol, grâce à sa notoriété acquise au Parlement lors de ses duels avec Joaquim Nadal.

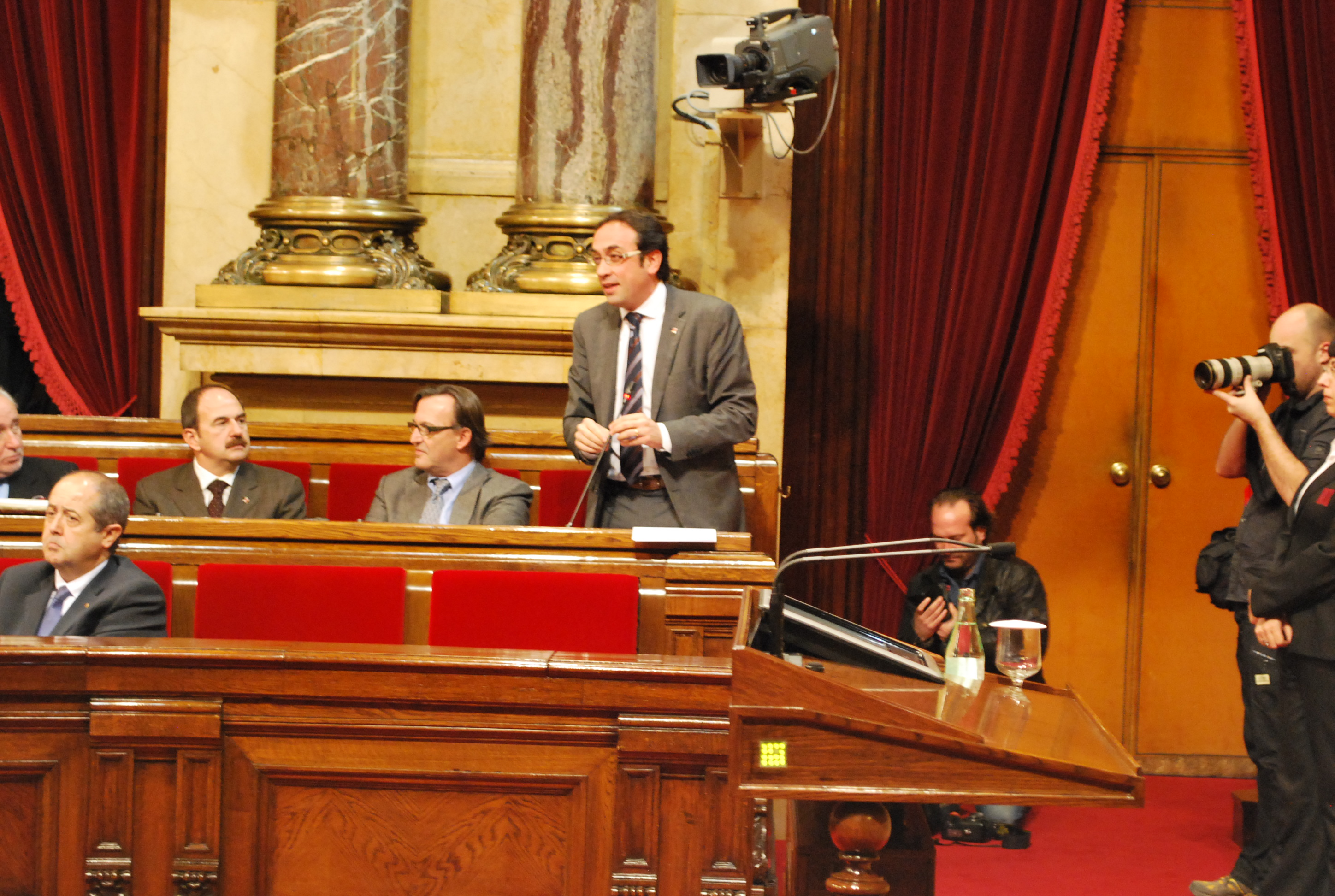
Josep Rull au Parlement de Catalogne, en décembre 2011.

CiU confirme sa présence sur la liste dans la circonscription de Barcelone pour les élections régionales du 28 novembre 2010 en lui attribuant de nouveau la 16e place. À l'ouverture de la IXe législature le 16 décembre suivant, il est élu troisième secrétaire du bureau.
Il est investi une nouvelle fois par Convergence et Union pour les élections régionales anticipées du 25 novembre 2012, occupant la 15e place dans la circonscription de Barcelone. Le 17 décembre, lors de l'installation de la Xe législature, il est confirmé à son poste de troisième secrétaire du bureau.

## Numéro 2 de Convergència

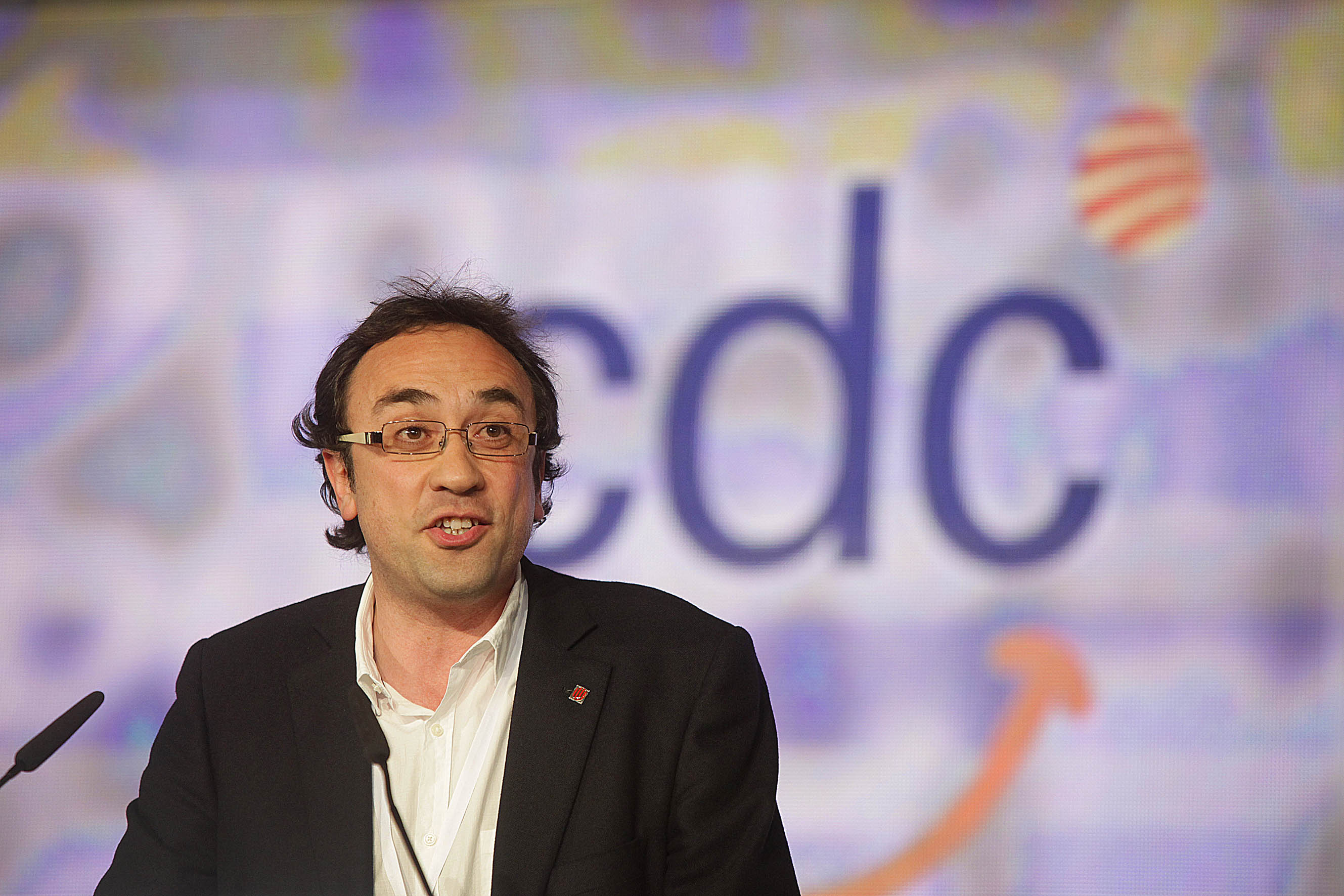
Josep Rull lors du congrès de Reus de Convergència, en mars 2012.

Lors de son congrès de mars 2012 à Reus, la Convergence démocratique de Catalogne adopte pour la première fois un message politique clairement indépendantiste en défendant l'existence d'un « État » catalan. Incarnant une nouvelle génération défendant depuis longtemps la souveraineté de la Catalogne, il est promu secrétaire à l'Organisation, une fonction nouvellement créée au sein de la commission exécutive et chargée notamment de renforcer le parti, y mettre de l'ordre et éviter les rébellions internes. Il devient ensuite la principale cible des critiques de l'Union démocratique de Catalogne (UDC/Unió) en raison de ses remarques concernant Josep Antoni Duran i Lleida, alors que Convergence et Union s'enfonce dans la crise du fait de l'évolution souverainiste de CDC,.
Mis en cause dans une affaire politico-financière en mars 2013, le secrétaire général de Convergència Oriol Pujol propose de déléguer temporairement ses fonctions à Josep Rull et Lluís Corominas, une solution approuvée par la commission exécutive. Oriol Pujol finit par démissionner en juillet 2014 et la direction décide de répartir ses attributions afin de ne pas devoir convoquer un congrès extraordinaire pour le remplacer. Pressenti pour prendre la suite de Pujol avec le président du groupe parlementaire Jordi Turull, Josep Rull est nommé le 25 juillet coordonnateur général de CDC avec le niveau de « numéro deux du parti ». Il est maintenu dans ses fonctions de secrétaire à l'Organisation mais prend en plus la direction de la commission exécutive, du secrétariat permanent, assume les fonctions exécutives et supplée Artur Mas en cas d'absence. La promotion de cet indépendantiste permet à la Convergence démocratique de renforcer son profil souverainiste à seulement quelques mois de la consultation populaire sur l'indépendance. Sa nomination est ratifiée le 6 septembre par le conseil national.
Pour les élections régionales anticipées du 27 septembre 2015, il occupe la 12e place de la liste de la coalition Ensemble pour le oui (JxSí), qui rassemble Convergència, la Gauche républicaine de Catalogne (ERC) et des personnalités de la société civile. Parmi les candidats issus de CDC, il occupe la 4e position après Artur Mas, Neus Munté et Jordi Turull. Réélu député, il est l'un des doyens de l'assemblée autonomique avec Miquel Iceta, Artur Mas, Enric Millo puisqu'il s'agit de son sixième mandat. JxSí n'ayant pas remporté la majorité absolue, elle doit négocier le soutien de la Candidature d'unité populaire (CUP), aussi la coalition met-elle en place une équipe de négociateurs dont Josep Rull fait partie au titre de CDC, aux côtés de Marta Rovira pour ERC et Raül Romeva pour les personnalités indépendantes. Il est ainsi l'un des principaux acteurs des derniers jours de discussions, qui débouchent début janvier 2016, à quelques jours de la dissolution automatique du Parlement, sur une entente pour l'investiture comme président de la Généralité de Carles Puigdemont, en raison du veto absolu de la CUP à un second mandat d'Artur Mas,.
À la suite de la formation du gouvernement Puigdemont dans lequel il siège, Josep Rull renonce le 18 janvier 2016 au poste de coordonnateur général de Convergència et indique qu'il n'a pas l'intention d'être candidat au secrétariat général lors du congrès de refondation prévu en juin suivant. Il joue cependant un rôle-clé dans le processus de rénovation de CDC puisque son courant, d'obédience sociale-démocrate, est perçu comme l'un des trois, avec les soutiens de Jordi Turull et la vieille garde représentée par Germà Gordó, à pouvoir tenter de conquérir le secrétariat général. Cherchant à peser sur les orientations politiques du congrès, les proches de Josep Rull, conduits par le député Carles Campuzano, publient le 7 juillet 2016, veille du conclave, un manifeste aux accents sociaux-démocrates et écologistes affirmés, marqué par la revendication d'une Catalogne indépendante intégrée au projet européen. Lui-même apporte le 14 juillet son soutien à la candidature de Marta Pascal et David Bonvehí pour le poste de coordonnateur général du nouveau Parti démocrate catalan (PDeCAT), qui l'emporte avec 87 % des suffrages exprimés lors du vote des militants les 22 et 23 juillet.

## Conseiller au Territoire

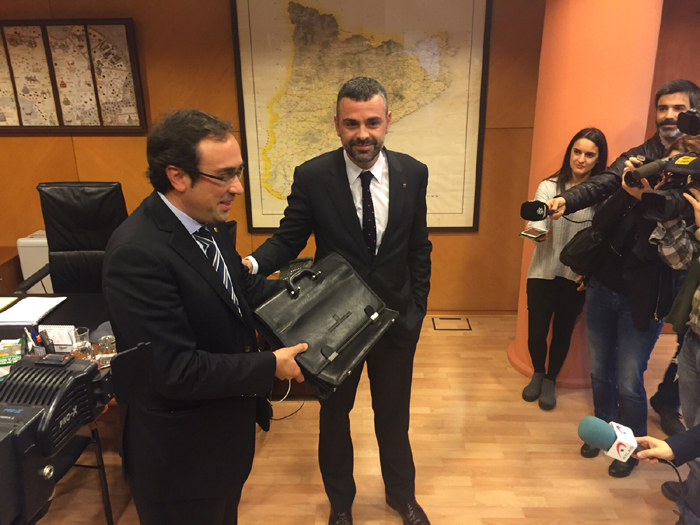
Passation de pouvoir entre Santi Vila et Josep Rull en 2016.

Le 14 janvier 2016, Josep Rull est nommé conseiller au Territoire et à la Durabilité dans le gouvernement de coalition de Carles Puigdemont. Succédant à Santi Vila, il s'engage à consacrer ses efforts à l'amélioration du service des Rodalies de Catalunya, à dévier le trafic routier des marchandises de la N-340 au niveau de Tarragone et à la préparation en un an et demi des « structures d'État » dans le cadre du processus d'indépendance.

### Infrastructures
Dès sa première rencontre la ministre espagnole de l'Équipement Ana Pastor le 5 février suivant, il réclame le transfert à la généralité de Catalogne des Rodalies et dénonce la faible ponctualité des lignes régionales. Critique de la gestion de Renfe, il dénonce un sous-investissement massif dans le réseau ferroviaire, affirmant que seuls 2 % des 306 millions € planifiés en 2013 et 10 % du plan Rodalies de 4 milliards € promu par José Luis Rodríguez Zapatero ont effectivement été dépensés, là où la ministre affirme que 247 millions € ont été investis depuis 2012.
Le 22 février, il présente ses objectifs devant la commission compétente du Parlement. Il énonce la volonté qu'à terme, la Généralité dispose de l'ensemble des lignes de chemin de fer présentes sur le territoire catalan, en commençant par les Rodalies exploitées par Renfe, puis les trains régionaux, et enfin la grande vitesse (AVE). Il propose également de moderniser le système de billettique des transports publics et de rationaliser les investissements routiers en privilégiant l'amélioration du réseau existant. Dans le domaine environnemental, il souhaite rétablir le budget alloué aux parcs naturels et soutient la création de zones urbaines de protection de la qualité de l'air. Le secrétaire d'État aux Infrastructures Julio Gómez-Pomar adresse le 19 novembre 2016 une fin de non-recevoir à la demande de transfert des Rodalies, considérant que le service serait « moins efficace ».
Il annonce le 11 juin suivant son intention d'ouvrir une procédure de sanction à l'encontre d'ADIF et Renfe, évoquant « une gestion inadéquate » des lignes régionales en raison d'incidents qu'il attribue au « sous-investissement ». Considérant qu'ADIF manque à ses obligations d'entretien, il lui adresse peu après une requête officielle de procéder aux réparations en attente. Le 28 octobre, le gouvernement catalan dépose un recours contre ADIF devant l'Audience nationale afin de forcer l'entreprise à mener à bien le programme de 306 millions € d'investissement conclu en 2013 entre l'État et la Généralité.

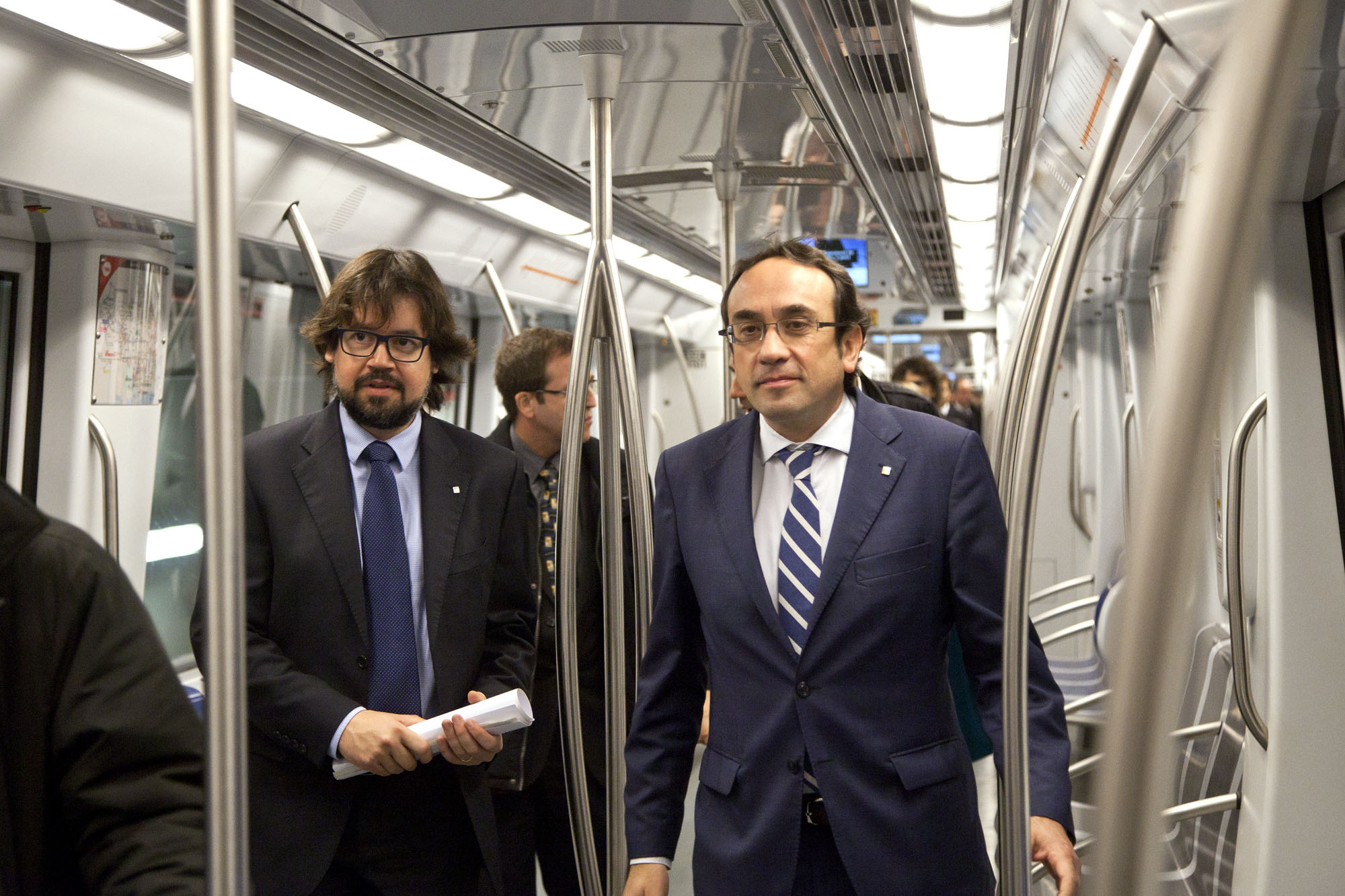
Josep Rull participe en février 2016 à l'inauguration du tronçon sud de la ligne 9 du métro de Barcelone.

Concernant le réseau géré par les Chemins de fer de la généralité de Catalogne (FGC), il annonce le 2 septembre 2016 que les autorités régionales vont investir 130 millions € dans l'acquisition de 15 nouveaux trains pour la ligne Barcelone - Vallès afin de diviser par deux la fréquence de passage aux heures de pointe en 2019. Il participe dix jours plus tard, aux côtés de Carles Puigdemont, à l'inauguration de deux nouvelles gares des FGC à Sabadell, projet de vieux de presque dix ans, qualifiant l'extension de la ligne S2 de « véritable métro » pour la ville.
Il annonce par ailleurs en février 2016 la relance des travaux de la ligne 10 du métro de Barcelone dans le secteur de la zone franche, ce qui lui permet de revendiquer les investissements importants de la Généralité dans le développement du réseau de transport face à ceux, plus faibles, de l'État. Il participe peu après à l'inauguration du tronçon de la ligne 9 qui dessert l'aéroport international de Barcelone.

### Projets de loi
Lors de la réunion du Conseil exécutif du 26 janvier 2016, le gouvernement de Catalogne approuve le projet de loi sur le changement climatique, élaboré par l'exécutif précédent. Ce texte prévoit notamment la création d'une taxe sur les véhicules polluants qui alimentera le Fonds climatique nouvellement créé et destiné à financer des projets environnementaux. Josep Rull précise que le projet a été rédigé dans l'optique d'une Catalogne indépendante. La loi est définitivement approuvée le 27 juillet 2017 par le Parlement, ce qui fait de la Catalogne le premier territoire espagnol à se doter une législation sur le dérèglement climatique.
Il présente le 16 août 2016 le projet de loi relatif aux ports, par lequel il entend moderniser la législation en vigueur datant de 1998 en l'adaptant à l'augmentation du nombre de paquebots de croisière et en facilitant la présence des yachts de luxe. Il indique que la nouvelle réglementation pourra s'appliquer aussi bien dans une Catalogne autonome que dans un hypothétique État catalan indépendant. Le Parlement adoptera le 27 novembre 2019 une proposition de loi relative aux ports et aux transports maritimes inspirée du projet de loi de 2016.

## Procès
Josep Rull est relevé de ses responsabilités le 28 octobre 2017 par le gouvernement espagnol, en application des mesures prises sur le fondement de l'article 155 de la Constitution, qui suspend les institutions autonomes de la Catalogne après la tenue du référendum interdit sur l'indépendance quatre semaines plus tôt. Le procureur général de l'État José Manuel Maza dépose deux jours plus tard contre lui et ses ex-collègues un réquisitoire pour l'ouverture d'une information judiciaire des chefs de rébellion, sédition et détournement de fonds publics.
Mis en examen le 1er novembre suivant par la juge d'instruction de l'Audience nationale Carmen Lamela, il est entendu par celle-ci puis placé en détention provisoire le lendemain. Le Tribunal suprême unifie le 24 novembre l'ensemble de l'information judiciaire relative au référendum d'indépendance sous la houlette d'un de ses juges d'instruction, Pablo Llarena. Il est libéré sous caution le 4 décembre suivant et participe à la campagne des élections régionales anticipées du 21 décembre, auxquelles il se présente en 6e position sur la liste de la coalition Ensemble pour la Catalogne (JuntsXCat) dans la circonscription de Barcelone. Le 23 mars 2018, le juge d'instruction Pablo Llarena confirme son intention de le renvoyer en jugement, avec plusieurs autres ex-conseillers, pour rébellion et détournement de fonds publics. Il est replacé deux jours plus tard en détention provisoire.
Le 19 mai, le nouveau président de la Généralité Quim Torra nomme Josep Rull au sein de son gouvernement comme conseiller au Territoire et à la Durabilité. Il est remplacé dix jours plus tard sans avoir pris ses fonctions, après que Pablo Llarena lui a refusé une liberté conditionnelle afin de prêter serment puisque le gouvernement espagnol a indiqué que cette nomination n'était pas viable d'un point de vue juridique. Le 11 juillet suivant, il est transféré au centre pénitentiaire Lledoners, à Sant Joan de Vilatorrada, avec Joaquim Forn et Jordi Turull. Les réquisitions du ministère public et du bureau de l'Avocat général de l'État sont rendues publiques le 2 novembre : le parquet requiert à l'encontre de Josep Rull une peine de seize ans d'emprisonnement pour rébellion avec circonstance aggravante de détournement de fonds publics, tandis que le représentant juridique du Gouvernement propose une peine de onze ans et six mois pour rébellion et détournement de fonds publics. Le procès devant la chambre pénale du Tribunal suprême est ouvert le 12 février 2019.
Il est investi le 10 mars suivant tête de liste d'Ensemble pour la Catalogne dans la circonscription de Tarragone pour les élections générales anticipées du 28 avril. Élu au Congrès des députés, il démissionne le 17 mai du Parlement catalan, les deux mandats étant constitutionnellement incompatibles. Le 24 mai, trois jours après l'installation de la législature et sa prestation de serment, il est suspendu de son mandat avec effet rétroactif par le bureau à la suite d'un rapport du secrétaire général du Congrès, en raison de sa situation judiciaire.
Il est condamné le 14 octobre par le Tribunal suprême à une peine de dix ans et six mois de prison et autant d'inéligibilité et interdiction d'exercice d'une fonction publique pour sédition. Aussitôt, la commission électorale centrale l'exclut de la liste des candidats de JuntsXCat dans la circonscription de Tarragone pour les élections générales anticipées du 10 novembre. Il se voit accorder deux fois un régime de semi-liberté, en juillet 2020 puis en janvier 2021, mais ils sont chaque fois annulés par la justice,.
Josep Rull sort de prison le 23 juin 2021, au lendemain de l'approbation par le Conseil des ministres du gouvernement Sánchez II d'une grâce partielle qui annule uniquement les peines de privation de liberté. À sa sortie de l'établissement pénitentiaire, il revendique ses convictions indépendantistes et appelle à adopter une amnistie en faveur des séparatistes. À la suite de l'entrée en vigueur d'une réforme du Code pénal qui supprime le délit de sédition et le remplace en partie par le délit de désordres publics aggravés le 10 janvier 2023, il fait savoir qu'il a l'intention de demander une révision de sa condamnation sans attendre que le Tribunal suprême ne s'en saisisse d'office. Le 14 février suivant, la chambre pénale indique avoir annulé sa condamnation pour sédition, ce qui purge sa peine pour inéligibilité et interdiction d'exercice d'une fonction publique.

## Retour en politique
Josep Rull abandonne en septembre 2020 le Parti démocrate européen catalan pour rejoindre Ensemble pour la Catalogne (Junts) que vient de fonder Carles Puigdemont, revendiquant la continuité avec son engagement depuis son adhésion à la Jeunesse nationaliste de Catalogne à la fin des années 1980. Élu le 17 juillet 2022 président du conseil national de Junts avec 96,25 % des voix et sans concurrent lors du congrès de L'Hospitalet de Llobregat, il laisse en suspens la question de son retour au premier plan de la vie politique après l'annulation de sa condamnation par le Tribunal suprême. Il est alors perçu comme l'un des potentiels candidats à la direction de Junts, à la suite de la condamnation de la présidente du parti Laura Borràs qui a écorné l'image de la formation. Pour les élections régionales anticipées du 12 mai 2024, il occupe la 3e place de la liste emmenée par Carles Puigdemont dans la circonscription de Barcelone. En l'absence de Puigdemont du territoire espagnol, c'est à lui que revient la tâche de représenter Junts lors des débats pré-électoraux.
Lors de la séance d'installation de la XVe législature le 10 juin suivant, une entente entre Junts, la Gauche républicaine de Catalogne et la Candidature d'unité populaire lui permet d'être élu président du Parlement au second tour de scrutin par 59 voix favorables, contre 42 à la députée socialiste Sílvia Paneque. Il consulte les 18 et 19 juin les représentants des groupes parlementaires mais constate l'absence de candidat à la présidence de la Généralité et convoque donc une séance plénière le 26 juin pour en informer les députés. Cette séance ouvre formellement le délai de deux mois à l'issue duquel le Parlement sera automatiquement dissous faute d'investiture. Informé le 3 août par le socialiste Salvador Illa qu'il dispose désormais des soutiens nécessaires pour être investi, Josep Rull rencontre de nouveaux les représentants politiques puis convoque une séance d'investiture le 8 août, à l'issue de laquelle il proclame Illa nouveau président de la Généralité.